# عبيه
عبيه هي قرية لبنانية من قرى قضاء عاليه في محافظة جبل لبنان. كانت مركز التنوخيين وامارة الغرب. لها تاريخ عريق في نشأة الإمارات العربية في لبنان مثل التنوخيين، البحتريين، المعنيين والشهابيين. وكانت منطلق الثقافة والتعليم حيث أسس العثمانيين والإرساليون الاجانب المعاهد والإرساليات فيها.

## جغرافيتها
عبيه بلدة في قضاء عاليه – محافظة جبل لبنان- تبعد عن عاليه 15 كيلومتراً وعن بيروت 22 كيلومتراً وتعلو عن سطح البحر 800 متر. تقع بلدة عبيه على سفح جبل يعرف ب «المطير» تشرف على العاصمة بيروت وشاطئها، كما يقدر الناظر من جبل المطّير أن يشاهد الشاطئ الممتد من خليج عكار شمالاً حتى جبل الكرمل جنوباً وجبال جزيرة قبرص في اليوم الصافي، وينحدر سفح المطّير جنوباً نحو وادي الصفا (نهر الدامور) حيث يشرف على جبل الشوف.

## التسمية
عبيه في معاجم اللغة العربية تعني«الكبر، والفخر، والمروءة» وربما لسكن الأمرآء التنوخيين بها تسمّت بهذا الاسم، لمبالغتهم في الفخر بقيمهم وأحسابهم وأنسابهم.
«عبيه» أو «إعبيه» أو «إعبي» لفظة ذات أصول سريانية وتعني الأرض الكثيفة الشجر. ولا تزال كلمة «عَبي» في اللهجة اللبنانية تعني الكثيف.

## تاريخها
في النصف الثاني من القرن الثامن للميلاد استقر في «عبيه» عشائر تنوخية من بني فوارس وبني عبد الله وعمروها. وكان للتنوخيين في بيروت والمناطق الجبلية المحيطة بها أول إمارة عربية على الساحل الشامي باعتراف الخلافة العباسية في بغداد.
وبعد سقوط بيروت بيد الفرنجة عام 1110 م لتصبح بارونية تابعة لمملكة القدس، لاذ التنوخيون ال مناطقهم الجبلية وأعادوا تنظيم قواهم وعملوا للحفاظ على إمارتهم حيث اقطاعياتهم الوراثية وشنوا غارات على الفرنج في بيروت. ثم انتقلت الولاية إلى البحتريين. وعند قدوم السلطان صلاح الدين الايوبي بعد معركة حطين 1187 م لفتح بيروت، سانده التنوخيون مما دفعه وللاعتراف بسلتطتهم على غرب الجبل بما فيه عبيه والتي يمكن ان تعتبر النواة الأولى لإمارة اقطاعية مركزية قاعدتها عبيه.
بعد الفتح العثماني لبلاد الشام، تقلص نفوذ امارة الغرب بعد ظهور الأسرة المعنية في الشوف. اثر اعتقال فخر الدين في الإستانة عام 1633 هاجم الحزب اليمني بقيادة علي علم الدين عبيه وفتك بالأمراء آل بحتر كما قتل صغارهم. فانقرض فرع الامراء آل بحتر في عبيه. وآلت ممتلكات الامراء البحتريين إلى المعنيين بعد استعادتهم حكم البلاد ومن بعدهم إلى الامراء آل شهاب، حيث استقر في العهد الشهابي في عبيه محمد ملحم حيدر ثم ولده الأمير قعدان الشهابي فأصبحت عبيه في ايامه قاعدة المعارضة الشهابية للأمير بشير الثاني المعروف بالكبير.
في عام 1845 ومن ضمن ترتيبات شكيب افندي أسند مقاطعة الشحّار إلى قاسم بك نكد فانتقل أبناء حمود بك نكد من دير القمر واستقروا في عبيه.
ومع قيام متصرفية جبل لبنان أصبحت عبيه مركزاً لمديرية الشحار التابعة لقائمقامية الشوف. في عام 1925 الغيت المديريات واستبدلت بها القائمقاميات ضمن التقسيم الإداري الفرنسي لدولة لبنان الكبير فأصبحت عبيه تابعة لقائمقامية عاليه.

## أعلامها
- صالح بن يحيى: الأمير الفارس الذي قاد القوة التنوخية التي شاركت المماليك في فتح جزيرة قبرص عام.
- حمزة بن شهاب الدين أحمد ابن سباط: الذي ترك تاريخاً هاماً بعنوان «صدق الأخبار» ضّمنه أخبار التنوخيين نقلاً عن صالح بن يحيى واضافات عن تاريخ امارة الغرب والشوف وترجمة للامير جمال الدين عبد الله «السيد» حتى توقفه عن الكتابة سنة 1520 م. حققه ونشره الدكتور عمر عبد السلام تدمري. كما حققت أخبار التنوخيين السيدة
- الأمير السيد عبد الله التنوخي: جمع حوله التلاميذ يدرسهم العلوم الدينية والصرف والنحو وعلوم الأبدان. وعندما تكاثروا حوله أخذ يختار من بلغ منهم شأناً وارسلهم إلى القرى لتعليم الأولاد صبياناً وبنات، فكانت عبيه في أيامه منارة علم وهدى. ولا يزال مقامه حتى اليوم قبلة للمؤمنين يزورونه للتبرك.
- الشيخ أمين الدين أحمد التنوخي: وهو سماحة شيخ عقل الطآئفة المتوفي سنة 1820 ميلادي واسمه: أحمد سيد أحمد أمين الدين التنوخي، وكان هذا الشيخ المبارك على درجة عالية من التقوى والزهادة والعقل والعلم حيث أنّ له علوم متداولة وشروحات للكتاب الكريم معروفة باسمه ومعروف لدى الجميع أنّ الوقف الدرزي بني على إرثه الكبير وإرث السيّد الأمير «ق» واجتمع في وفاته البشيرين الجنبلاطي والشهابي وحملا نعشه لما كانا يكنّا له من احترام وتقدير، وبعده إنقسمت مشيخة العقل إلى شيخي عقل يزبكي وجنبلاطي (عن كتاب آل عبد الله في لبنان) (أمان الدين).
- الشيخ أمين الدين عسّاف التنوخي: وهو الشيخ المتبتّل والناسك والنورانيّ عاش حياة زهد وورع وتقوى إعتزل الدنيا وإنكب على دراسة كتاب الله والانقطاع لخدمته وعرف عنه صلاحه وبركته وله مزار يُتبرّك به إلى يومنا هذا قرب مدافن مشايخ آل أمين الدين. ويرجع كلا الشيخين إلى سماحة شيخ مشايخ العقل في حينه الشيخ:
- ’’’الشيخ أمين الدين: بدر الدين التنوخي المعروف ب (العينداري): وهو الشيخ بدر الدين بن حسن بن الشيخ جمال الدين بن القاضي زين الدين بن القاضي أمين الدين، والشيخ بدر الدين هو جدّ أمين الدين في عبيه وكفرفاقود (راجع أل عبد الله التنوخيّون في لبنان«أمان الدين») وهو أيضا خال الأمير فخر الدين المعنيّ لأمّه نسب التنوخيّة، كان ساكنا عيندارة ولمّا إعتقل العثمانيّون الأمير فخر الدين المعنيّ إنتقل الشيخ بدر الدين إلى عبيه لمؤآساة أخته نسب ورعاية أبنآءها، وفي زيارته لعيندارة توفي بها وحمل إلى عبيه ودفن في جوار أنسبآئه الأمرآء التنوخيين سنة 1020
- الشيخ أبو حسين محمود فرج 1862 – 1952، علم من أعلام الزهد والتقوى والتصوف في وسط القرن الماضي، له مقام يزار للتبرك.
- المطران اغابيوس حداد مطران طرابلس المتوفي قبل 1870.
- البطريرك غريغوريوس حداد 1859 – 1928، انتخب لكرسي مطرانية طرابلس عام 1890 ثم انتدبه احبار الكرسي الإنطاكي بطريركاً عليهم سنة 1906. كان لموقفه المناهض للمشاريع الغربية ولمساندته الحكم العربي ان لقب ببطريرك العرب.
- الوزير فؤاد بك حمزة 1899 – 1951، الذي تبوأ على أعلى منصب طيلة ربع قرن ما بين 1926 – 1951 في المملكة العربية السعودية كوكيل وزارة الشؤون الخارجية، من ثم وزير ومستشار الملك عبد العزيز، كما ترك العديد من المؤلفات بعضها نشر والآخر لا يزال مخطوطاً. ومن كتبه: قلب جزيرة العرب، في بلاد عسير، البلاد العربية السعودية.
- الشيخ حليم أمين الدين أمين سرّ الأوقاف في الطآئفة الدرزيّة مقرّه في عبيه
- توفيق بك حمزة 1908 – 1993، مدير مكتب وكيل وزير الخارجية، ثم سفير في باريس وانقرة.
- العلامة عارف بك النكدي 1887 – 1975، من مآثره توليه الأوقاف لطائفة الموحدين الدروز اعادته احياء المدرسة الداودية كمدرسة ثانوية بعد أن وسع بناءها لثلاثة اضعاف مساحته، وانشأته لثلاث وثلاثين مدرسة ابتدائية تابعة لها، كما انشأ المدرسة المعنية في بيروت، ومن حسناته الجارية تأسيسه لمؤسسة بيت اليتيم في السويداء عام 1948 وعبيه عام 1955، ثم تأسيسه المدرسة التنوخية الوطنية في عبيه عام 1963.
- المطران غريغوار حداد مطران بيروت وجبيل للروم الكاثوليك ومؤسس الحركة الاجتماعية.
- أسد ملحم جمال (18 سبتمبر 1895 - 21 أبريل 1963) ضابط وسياسي وكاتب.[1]
- عادل النكدي (1891 - 31 يوليو 1926)، محامي، وصحفي، وجندي، وكاتب لبناني.

## معالم عبيه
- دير وميتم الآباء الكبوشيين: اتخذ الآباء الكبوشيين من عبيه مركزاً لأرساليتهم فأسسوا ديراً وميتماً كما اهتموا أيضاً بتعليم ذوي الحالات الصعبة. واخذ الدير والميتم يتوسع في عبيه وخاصة بعد قدوم راهبات البيزانسيون كما بدأ الكبوشيون من عبيه في افتتاح مدارس لهم في سائر المناطق اللبنانية.
- المدرسة العالية الأميركية وكلية اللاهوت: في النصف الأول من القرن التاسع عشر اتخذ المرسلون الأميركان من عبيه محطة لإرساليتهم وأسسوا سنة 1835 مدرسة ابتدائية وسنة 1839 مركز طبي، ثم اتفق العلامة كورنيلوس فانديك والمعلم بطرس البستاني مع نخبة من المثقفين الوطنيين ومنهم ابن عبيه المعلم طنوس الحداد على إنشاء مدرسة لإعداد المعلمين أو المدرسة العالية الأميركية. ان المدرسة العالية الأميركية هذه كانت نواة الكلية السورية الإنجيلية في بيروت التي أصبحت الجامعة الأميركية في بيروت التي تأسست عام 1866.
- المدرسة الداوودية: مع قيام نظام المتصرفية أسهم المتصرف داوود باشا مع أعيان الدروز في تأسيس المدرسة التي عرفت باسم المتصرف «الداوودية» بعد أن جمعت اوقاف الدروز العامة في وقف واحد سمي بوقف الداوودية لتأمين مستلزمات ونفقات المدرسة والتعليم فيها كمدرسة داخلية مجانية.
- دار العلم العثمانية: مدرسة معارف ابتدائية انشأتها متصرفية جبل لبنان سنة 1895 واستمرت حتى نشوب الحرب العالمية الأولى.
- مدرسة مار يوسف الظهور: مدرسة ابتدائية للبنات انشأتها الراهبات في اواخر القرن التاسع عشر، وكانت تعلم الفتيات فنون التطريز والخياطة.

## أثار عبيه

### أثار الفترة التنوخية
- طردلا هي موقع أثري فيه بقايا بيوت وتعرف حالياً بالخرايب وعين تسمى عين الضيعة كانت قاعدة التنوخيين قبل حارة عبيه.
- القصور المشرفة موقع اثري يعود للقرن الثامن للميلاد فيه بقايا اقبية عقود واطلال علالي كانت تسمى قديماً حارة إعبيه التنوخية.
- قاعة الأمير جمال الدين حجي وعلى مدخلها أقدم شعار لآل تنوخ تعود لأواخر القرن الثالث عشر.
- دارة الأمير سعد الدين خضر وإضافات ولده الأمير ناصر الدين الحسين هذا البناء آل إلى الأمير جمال الدين عبد الله «السيد» عن طريق الإرث لامة معروف ببيت الأمير السّيد.
- قاعة يعود بناؤها للأمير ناصر الدين الحسين. كانت مقعداً أو مجلساً للأمير السيد وهي كنيسة على اسم مار سركيس يعود تاريخ البناء إلى النصف الأول من القرن الرابع عشر.
- آثار حمام عربي بناه ناصر الدين الحسين سنة 725 هـ/1325 م.
- قناة المياه التي تصل من شاغور عبيه إلى عين الحمام تعود للأمير الحسين سنة 1317 ميلادي.
- مسجد وقبة تحولا بعد وفاة الأمير السّيد 884 هـ، ودفن جثمانه في المسجد، إلى مقام يزار من كافة المناطق للتبرك والصلاة عن روحه.
- مدفن التنوخيين بجوار المسجد.
- أيوان عبيه وهو بناء تنوخي يعود للقرن الخامس عشر واضافات أجراها الأمير قعدان شهاب عليه ويعرف في مديرية الآثار بقصر الأمير قعدان هو ملك ورثه الدكتور جميل كنعان وآل نعمه.
- سرايا معروفة بالنسبة للوحة التي تؤرخ بناءها باسم سرايا الأمير منذر بن علم الدين سليمان متولي بيروت في عهد الأمير فخر الدين وباني فيها الجامع المنسوب اليه والذي يعرف أيضاً بجامع النوفرة لكن هذه السرايا هي أقدم من الأمير منذر وقد تعود لجده سيف الدين شقيق السيدة نسب التنوخة، وقام هو في مطلع القرن السابع عشر بإجراء اضافات منها برج للحمام الزاجل (ملك الآباء الكبوشيين) ويشغل حالياً من قبل المركز الوطني للتنمية والتأهيل.
- مبنى تنوخي حيث أسس الكبوشيون ديرهم في القرن السابع عشر واضافاتهم عليه.
- المبنى التنوخي الذي أنشأ فيه المرسلون الأميركان المدرسة العالية الأميركية بعد إصلاح وترميم واضافات عليه.
- كنيسة مارجاورجيوس للروم الكاثوليك.
- قناة لجر المياة من سفح جبل المطير إلى مباني التنوخيين.
- بقايا قلعة رأس المطّير التي بناها الأمير بدر الدين حسين بن صدقة في أوخر القرن الخامس عشر.

'''''''''''''=== أثار الفترة الشهابية ===
- إضافات الأمير قعدان الشهابي على البناء التنوخي الذي سكنه.
- سبيل تورخ بلاطة فوق ميزابه 1210 هـ، من مآثر الأمير قعدان الشهابي.
- قنطرة عين المعروفة بعين علي التي انشأها عزالدين أمين الدين 1016 هـ.

- ضريح وقبة الشيخ أحمد امين الدين بناها الأمير بشير الشهابي.

* دار الشيخ أحمد أمين الدين اشترته الاوقاف العامة هو حالياً قاعة عامة للبلدة.
- 'ضريح وقبة الشيخ عساف أمين الدين

- دارة الشيخ امين الدين بن حسين امين الدين.''''
- دارة الشيخ حسين امين الدين (ملك السفارة البريطانية).

* خلوة الشيخ أحمد امين الدين.
- قصر سليم نكد، وقصر سعيد حمود نكد، وقصر جيمل بشير نكد (المدرسة التنوخية الوطنية حالياً وتعود إلى سنة 1845.
- قصر منير حمزة وهو من أثار الفترة الشهابية

'=== مبان تراثية أخرى ===
- المدرسة العالية الاميركية والكنيسة المدرسة الأنجيلية تم بناءهما سنة 1849 وهما من أقدم المباني الإنجيلية في الشرق الأوسط.
- المدرسة الداودية يعود بناؤها لعام 1862 مع إضافات تعود لعام 1932.
- سوق عبيه القديم.
- بيت سيادة البطريرك غريغوريوس حداد الذي يتألف من عقود وعلالي جميلة.

+أهم العائلات - أمين الدين. حمزة، ريدان، جمال، الخوري، فرج. وهبي، النكدي، كنعان، نصر، عبد الولي، نكد، غريّب، سركيس وحداد